# Игрок (роман Бэнкса)
«Игрок» — англ. The Player of Games (1988, рус. перевод 2011) — научно-фантастический роман шотландского писателя Иэна Бэнкса.

## Сюжет
Джернау Морат Гургех, знаменитый игрок в настольные игры, проживает в орбитали Чьярк и томится успехом. Специальные обстоятельства Культуры подходят к нему с вопросом, не согласился бы он осуществить долгое путешествие, хотя отказываются разъяснить цель путешествия, пока Гургех не даст согласие. Пока он обдумывает предложение, один из его друзей-дронов, Мавгрин-Скел, которого выставили из Специальных обстоятельств за нестабильную личность, убеждает его смошенничать в игре, чтобы попытаться получить беспрецедентную совершенную победу, выиграть так, как еще никто не выигрывал.
Попытка терпит неудачу, а Мавгрин-Скел прибегает к шантажу — грозит использовать свои записи — и так уговаривает Гургеха принять предложение Специальных обстоятельств, с тем условием что Мавгрина-Скела вернут в Специальные обстоятельства.
Следующие два года Гургех проводит в путешествии в Империю Азад, где для определения социального и политического статуса служит игра под названием Азад. Игра настолько тонкая и сложная, что тактика игрока определяется его политическими и философскими взглядами На момент прибытия Гургех овладел основы игры, но у него остаются сомнения, сможет ли он бороться с противниками, которые совершенствовали свои умения всю жизнь.
Гургех высаживается на центральной планете Империи, Еа в сопровождении другого дрона, Флера-Имсахо. Время перед турниром Бэнкс использовал для того, чтобы описать жизнь в империи и объяснить, что в ней возмущает Культуру, и почему Культура и Империя Азад стоят на пороге вооруженного конфликта.
Как гражданин Культуры Гургех естественно играет в стиле, резко отличается от стиля своих противников — те группируются против него, чтобы только не дать ему выиграть (это разрешено правилами игры). Преодолевая круг за кругом, он играет с все более высокопоставленными политиками Азада, и в конце концов с самим императором. Финальная игра происходит на Огненной планете, которая периодически загорается, поскольку местные растения производят слишком много кислорода.
Время финала специально подобрано так, чтобы с завершением партии пламя охватило замок, символизировало бы возрождение империи в огне. Однако, императору светит неминуемое поражение, и он приказывает своим людям убить зрителей, а потом пытается прикончить самого Гургеха, но происходит по другому — император погибает от собственного выстрела, который срикошетил от дрона Флера-Имсахо. Дрон отказывается сказать Гургеху, было ли это случайностью.
Флер-Имсахо признается, что участие Гургеха в турнире была частью происков Специальных обстоятельств с целью развалить коррумпированную и дикую Империю изнутри, а сам Гургех был только пешкой в гораздо более масштабной игре. Затем Гургеху сообщили, что после смерти императора, империя коллапсировала без интервенции Культуры. Но Гургех, в отличие от читателя, которому все рассказывают в последнем предложении, так и не узнал другое обстоятельство — Флер-Имсахо, который оказался рассказчиком этой истории с самого начала замаскировал себя Мавгрином-скелом, и то, что Гургех согласился принять участие в операции тоже было его манипуляцией. Умы все рассчитали (может затратили какую миллисекунду), они были уверены, что Гургех выиграет.